# Crain Communications Building
Il Crain Communications Building è un grattacielo costruito a Chicago nel 1984, alto 177 m e ad uso per uffici.

## Caratteristiche
L'edificio ha 41 piani ed è caratterizzato da un tetto inclinato, come se il grattacielo fosse troncato. In precedenza era noto come Smurfit-Stone Building, fino a quando nel 2012 ha cambiato proprietà, diventando Crain Communications Building.

## Curiosità

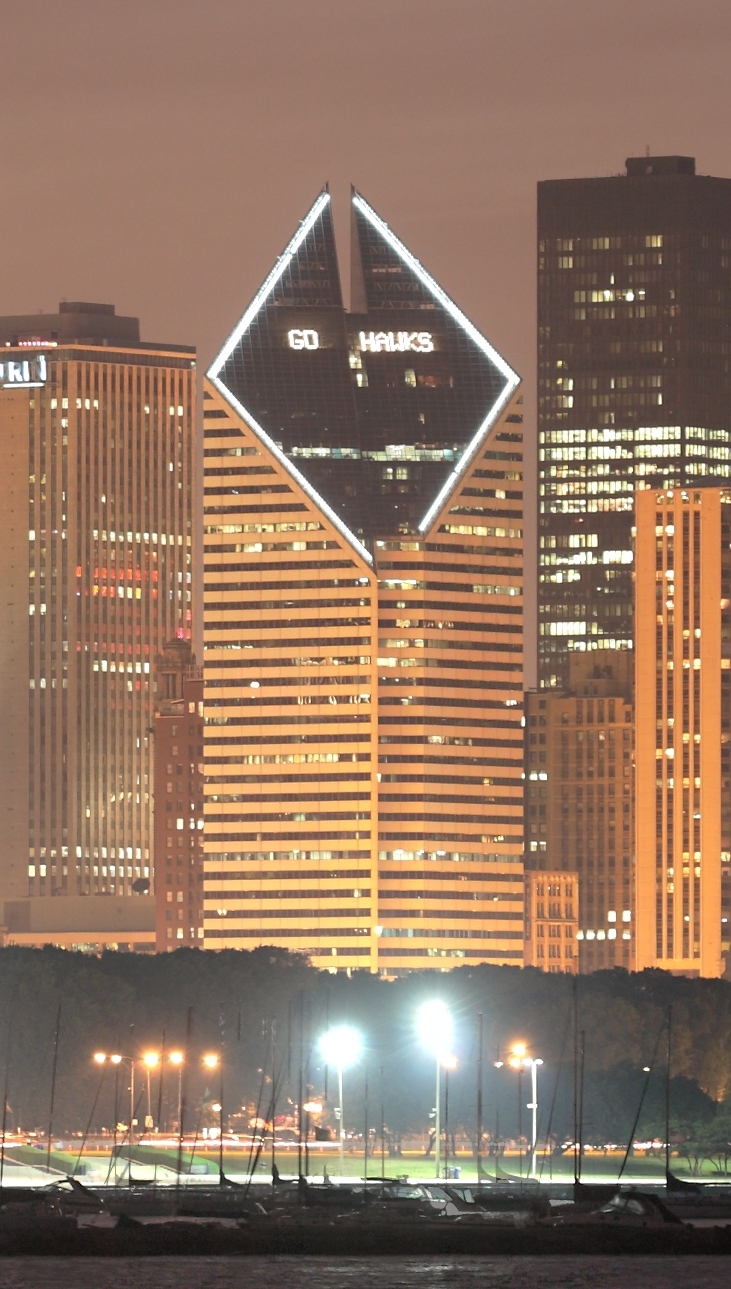
Torre con la scritta "Go Hawks", riferita ai Chicago Blackhawks

- Sulla sommità si trovano numerose luci, usate per comporre diverse scritte (ad esempio frasi legate agli sport).
- Il tetto è orientato verso il Lago Michigan e spesso viene paragonato ad una barca a vela.[2]
- Per la forma è chiamato anche Diamond Building, o Vagina Building.[4][5]
- Il grattacielo è apparso in diversi film, come Tutto quella notte, o Transformers 3, in cui viene distrutto.